# Midland (Texas)
Midland je americké město v Midland County v západním Texasu. K roku 2013 zde žilo 123 933 obyvatel. S celkovou rozlohou 185,2 km² byla hustota zalidnění 601,8 obyvatel na km².
Město je známé jako rodiště bývalé první dámy Spojených států Laury Bushové a je místem, kde vyrůstal bývalý prezident George W. Bush. Leží v nadmořské výšce asi 850 m n. m.

## Osobnosti města
- Barbara Bushová (1925–2018), bývalá první dáma USA
- George H. W. Bush (1924–2018), bývalý prezident USA
- George W. Bush (* 1946), bývalý prezident USA
- Laura Bushová (* 1946), bývalá první dáma USA
- Tommy Lee Jones (* 1946), herec
- Kathy Bakerová (* 1950), herečka
- Jeb Bush (* 1953), bývalý guvernér Floridy
- Woody Harrelson (* 1961), herec
- Jackson Rathbone (* 1984), herec

## Partnerská města
- Chihuahua, Mexiko[1]
- New Amsterdam, Guyana[1]
- Saskatoon, Kanada[1]
- Tung-jing, Čína[1]
- Wirral, Spojené království[1]